# 씻김불
씻김불은 1973년 공개된 대한민국의 영화이다.

## 배역
- 신성일
- 문희
- 최남현